# 大叶玉山假瘤蕨
大叶玉山假瘤蕨（学名：Phymatopteris echinospora）为水龙骨科假瘤蕨属下的一个种。

## 扩展阅读
維基物種上的相關：大叶玉山假瘤蕨